# Polyphide
Dans la mythologie grecque, Polyphide (en grec ancien Πολυφείδης) est roi de Sicyone.
Sept ans après la naissance d’Égisthe, Agamemnon et Ménélas partent à Delphes sur ordre d’Atrée, afin d’y trouver leur oncle Thyeste. Trouvé par hasard, Thyeste est capturé et ramené à Mycènes. Égisthe assassine Atrée au retour de Thyeste, et ce dernier prend possession du trône de Mycènes, contraignant Agamemnon et Ménélas à l’exil : ils sont confiés tour à tour au roi de Sicyone Polyphide, qui les confie à Œnée l’Étolien. Adultes, ils reviennent dans leur patrie, renversent Thyeste, et le contraignent à son tour à l’exil - il fuit à Cythère. Les deux frères prennent pour épouse les filles du roi de Sparte Tyndare : Agamemnon épouse Clytemnestre, après avoir tué son premier mari (Tantale, fils de Thyeste) et son fils tout juste né. Ménélas épouse Hélène à l’issue d’un concours. D’après la chronique d’Eusèbe de Césarée, il succède à Adraste et règne 31 ans, au cours desquels a lieu la guerre de Troie. Son successeur est Pélasgos, qui régnait lorsque Énée devint roi des Latins.